# Alepes
Az Alepes a csontos halak (Osteichthyes) főosztályának a sugarasúszójú halak (Actinopterygii) osztályába, ezen belül a sügéralakúak (Perciformes) rendjébe és a tüskésmakréla-félék (Carangidae) családjába tartozó nem.

## Rendszerezés
A nembe az alábbi 5 faj tartozik:
- Alepes apercna Grant, 1987
- Alepes djedaba (Forsskål, 1775)
- Alepes kleinii (Bloch, 1793)
- Alepes melanoptera típusfaj (Swainson, 1839)
- Alepes vari (Cuvier, 1833)